# Джеррі Юлсмен
Джеррі Юлсмен (англ. Jerry Yulsman; 8 лютого 1924 — 6 серпня 1999) — американський романіст і фотограф, найбільш відомим був своїми знімками Джека Керуака, зокрема ілюстрацією на обкладинці мемуарів Джойс Джонсон «Minor Characters».
Першою камерою Юлсмена був Argus за $13.50, яку йому подарувала тітка на 12-й день народження. Він використав її, щоб сфотографувати Рузвельта на факельній ході. «Я був хорошим фотографом», згадував він. «Я розумів і мову, і магію фотографії. Це здавалося природним, наче подарунок від Провидіння».
Вигнаний зі школи Саймона Ґранца, Юлсмен у березні 1941 року збрехав про свій вік, щоб вступити до військово-повітряного корпусу армії США. У фотографічній школі армії на авіабазі Лоурі у Денвері він навчився користуватися «камерою-кулеметом». Під час служби в Північній Африці в роки Другої світової війни його підвищили до майстер-сержанта, а 1 серпня 1943 року він брав участь в операції «Припливна хвиля» — бомбардуванні румунських нафтопереробних заводів у Плоєшті, які були важливим джерелом нафти для нацистської військової машини. За цю бойову операцію він отримав орден Distinguished Flying Cross, що вручається за «героїзм або надзвичайні досягнення під час участі в повітряному бою».
Після війни Юлсмен переїхав до Мангеттена, де став успішним позаштатним фотожурналістом, фотографуючи «джаз, політику та дівчат» і проводячи час у Гринвіч-Вілліджі в кафе Limelight. Він співпрацював із такими журналами, як «Playboy», «Collier's», «Look» та іншими. У цей період він працював із письменником Корнеліусом Раяном (The Longest Day) над матеріалом про найшвидший у світі підводний човен. Юлсмен також робив знімки для двох книг Діка Грегорі — «From the Back of the Bus» (1962) та «What's Happening?» (1965).
У 1970-х роках він працював на цирк «Ringling Brothers Barnum & Bailey» протягом чотирьох років і викладав фотографії в Школі образотворчих мистецтв. Він написав кілька книг про фотографування, серед яких: «Джеррі Юлсмен розповідає, як робити гламурні фотографії» (англ. Jerry Yulsman Tells How to Take Glamour Photographs; 1960), «Повна книга зі створення 8-міліметрових фільмів» (англ. The Complete Book of 8mm Movie Making; 1972), «Повна книга про 35-міліметрову фотографію» (англ. The Complete Book of 35mm Photography; 1976) та «Кольорова фотографія без складнощів» (англ. Color Photography Simplified; 1977). Його підхід до фотографії він описував так: «Я вважаю, що основна функція фотографії — історична. Я сприймаю фотографії спершу як історичні документи, що визначають час і місце, а лише потім як можливі твори мистецтва».

## Джек Керуак
Кольорові фотографії Керуака з Джойс Джонсон були зроблені в Гринвіч-Вілліджі біля бару «Kettle of Fish» на Макдуґал-стріт восени 1957 року. Одна з цих фотографій була використана Джойс Джонсон для обкладинки її книги «Minor Characters», оскільки зображення символічно показувало її як «другорядного персонажа» на задньому плані. У серії фотографій, опублікованих у «Pageant», Джонсон завжди була на задньому плані, бо вважала, що Юлсмен хотів зосередитися лише на Керуаку. Проте Юлсмен хитро змінив кут знімка, щоб включити її в кадр, надавши зображенням особливої атмосфери. Втім, на одній з фотографій, яку використовували для реклами Gap, Джонсон за допомогою ретуші видалили.

## Романи
Юлсмен почав писати художню літературу на початку 1980-х і опублікував два романи. «Елліндер Монін» (англ. Elleander Morning; Random House, 1984) — це альтернативна історія, у якій Друга світова війна ніколи не відбулася. У перших сторінках книги британка Еллеандер Морнінг вбиває Адольфа Гітлера у віденському кафе 1913 року. Роман отримав кілька нагород, зокрема премію Дітмар за найкращу міжнародну художню літературу у 1986 році та премію Курда Лассвіца у 1987 році.
«Останній визволитель» (англ. The Last Liberator; Dutton, 1991) базується на військовому досвіді Юлсмена. Він планував написати роман про братів Коллієр, але відмовився від ідеї, дізнавшись, що Марсія Девенпорт уже створила художній твір на цю тему (My Brother's Keeper, 1954). Під псевдонімами він писав дорослу літературу, зокрема перші три томи серії «Інтимні мемуари дами Дженні Еверлі» (англ. The Intimate Memoir of Dame Jenny Everleigh).
У 1999 році Юлсмен помер від раку легень. На момент смерті він працював над романом «Gotham», присвяченим Нью-Йорку. Його четверта дружина, Барбара Войке, є редакторкою «Associated Press» і живе в Брукліні. Його син Том Юлсмен — журналіст і професор журналістики в Університеті Колорадо в Боулдері, де він керує Центром екологічної журналістики.